# Bactrocera enochra
Bactrocera enochra
 es una especie de díptero que Drew describió por primera vez en 1972. Bactrocera enochra pertenece al género Bactrocera de la familia Tephritidae. 